# Dichotomius nisus
Dichotomius nisus är en skalbaggsart som beskrevs av Olivier 1789. Dichotomius nisus ingår i släktet Dichotomius och familjen bladhorningar. Inga underarter finns listade i Catalogue of Life.